# ジョルジアン・ボチ
ジョルジアン・ボチ（Xhorxhian Boçi 、1994年2月14日 - ）は、アルバニア・デルヴィナ出身のプロサッカー選手。アルバニア・ファーストディビジョン・ディナモ・ティラナ所属。ポジションは、ディフェンダー。